# Triquetramana brevipalpa
Triquetramana brevipalpa is een vlokreeftensoort (zout water) uit de familie van de Eusiridae. De wetenschappelijke naam van de soort is voor het eerst geldig gepubliceerd in 2003 door Hendrycks & Conlan.
Dit artikel of een eerdere versie ervan is een (gedeeltelijke) vertaling van het artikel Eusiridae op de Engelstalige Wikipedia, dat onder de licentie Creative Commons Naamsvermelding/Gelijk delen valt. Zie de bewerkingsgeschiedenis aldaar.